# Ørkenens juvel
Ørkenens juvel er en dansk film fra 2001.

## Medvirkende
- Cecilie Egemose Østerby – Annie
- Kåve Pour – Oscar
- Niels Anders Thorn – Politimester Bent
- Amin Jensen – Lille Knud
- Arne Siemsen – Generalen
- Peter Hesse Overgaard – Detektiv Snudeskaft
- Preben Harris – Gunnar Far
- Andrea Vagn Jensen – Mor
- Gyrd Løfqvist – Dyrlæge
- Ulf Pilgaard – Didriks stemme